# Deutsche Turnmeisterschaften 1935
Die Deutschen Turnmeisterschaften 1935 fanden am 30. November und 2. Dezember 1935 in der Frankfurter Festhalle  statt. 135 Kunstturner ermittelten in zwei Wertungsklassen ihre Meister.

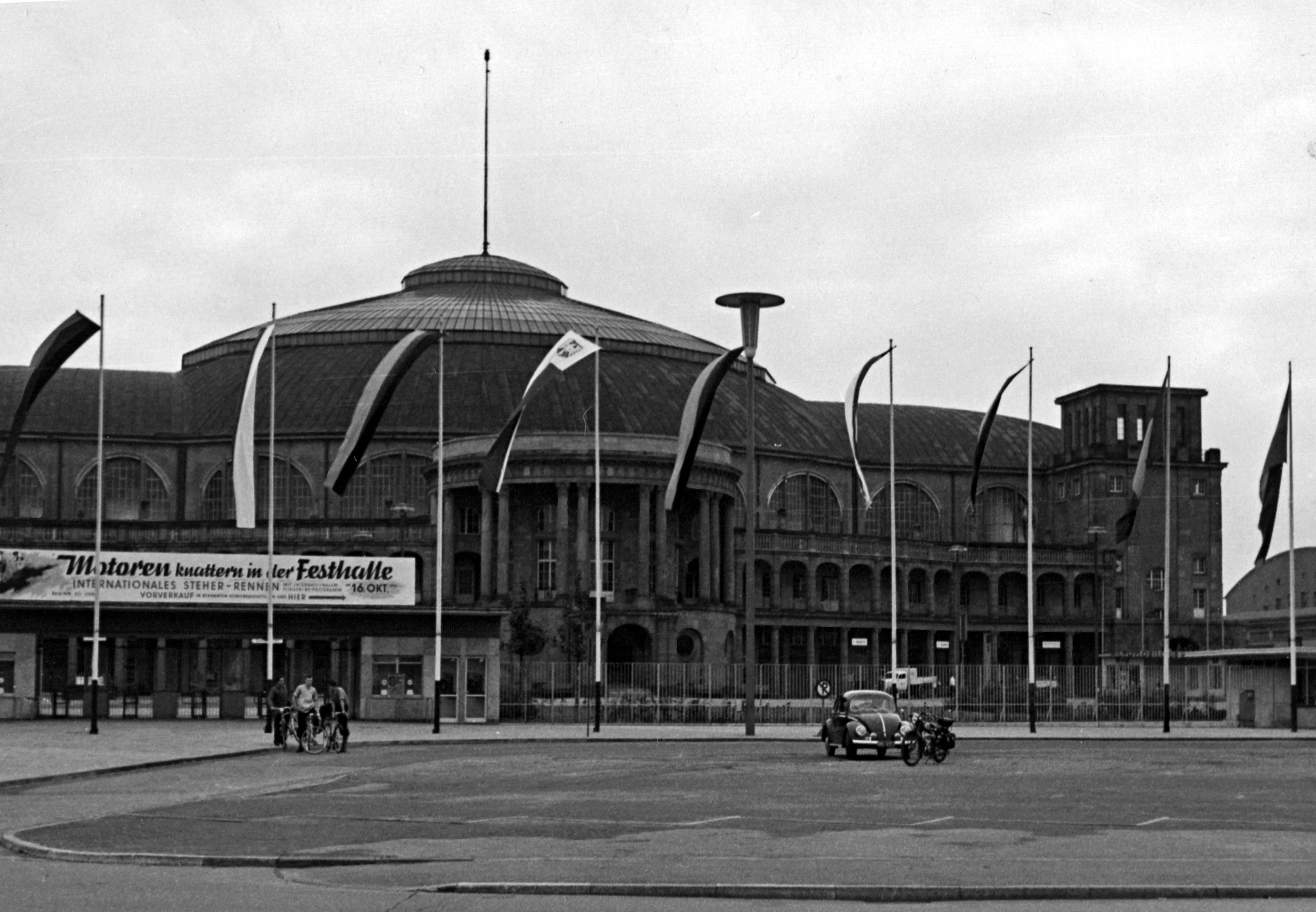
Frankfurter Festhalle

## Meisterschaften

### Olympiaklasse
44 Kunstturner traten in einem Mehrkampf um den Meistertitel an, wobei sich die 15 besten Turner nach den Pflichtübungen für die Kurübungen am Sonntag qualifizierten. 12.000 Zuschauer verfolgten die Finalkämpfe in der Olympiaklasse. Titelverteidiger Alfred Schwarzmann errang dabei nur den 4. Platz, während Konrad Frey frühzeitig seinen zweiten Meistertitel errang.
Die Olympiaklasse turnte in zwei Tagen das gesamte olympische Programm. Zu den sechs Pflichtübungen des ersten Wettkampftages (Reck, Barren, Querpferd, Längspferd, Ringe und Freiübung) gesellte sich als einzige Kür der Pferde-Längssprung. Außerdem war eine sogenannte „völkische Aussprache“, die von Reichsdietwart Karl Münch im Anschluss der Übungen durchgeführt wurde, verpflichtend. 
Der zweite Wettkampftag sah schließlich die Kürübungen im Barren, Querpferd, Reck, Ringe sowie der Freiübung. 
| Platz | Turner                                  | Punkte |
| ----- | --------------------------------------- | ------ |
| 1     | Konrad Frey (MTV Bad Kreuznach)         | 287,1  |
| 2     | Walter Steffens (Bremen)                | 281,1  |
| 3     | Ernst Winter (Eintracht Frankfurt)      | 229,4  |
| 4     | Alfred Schwarzmann (TV Fürth 1860)      | 226,5  |
| 5     | Franz Beckert (TV Neustadt/Schwarzwald) | 224,4  |
| 6     | Heinz Sandrock (Immigrather TV)         | 223,0  |
| 7     | Volz (Schwabach)                        | 221,5  |
| 8     | Hans Friedrich (München)                | 218,7  |

### Meisterklasse
Die Disziplinen der Meisterklasse bestanden aus Reck, Barren, Querpferd, Pferdsprung, Ringe und Freiübung, jeweils in Pflicht und Kür.
| Platz | Turner                         | Punkte |
| ----- | ------------------------------ | ------ |
| 1     | Reinhold Leuschel (Talheim)    | 214,4  |
| 2     | Stiegler (Mainz)               | 212,6  |
| 3     | Richard Reuther (Oppau)        | 212,4  |
| 4     | Erwin Tretner (Altenburg)      | 207,1  |
| 5     | Reubert (Hohndorf)             | 206,8  |
| 6     | Haßler (Bitterfeld)            | 205,8  |
| 7     | Wilhelm Kippert (TV Villingen) | 205,2  |
| 8     | Recker (Pirmasens)             | 204,9  |